# Moorella
Moorella è un genere di batterio appartenente alla famiglia delle Thermoanaerobacteriaceae.